# San Luigi Grignion de Montfort (titolo cardinalizio)
San Luigi Grignion de Montfort (in latino: Titulus Sancti Ludovici Mariæ Grignion de Montfort) è un titolo cardinalizio istituito da papa Giovanni Paolo II il 28 giugno 1991. Il titolo insiste sulla chiesa di San Luigi Grignion de Montfort.
Dal 28 novembre 2020 il titolare è il cardinale Felipe Arizmendi Esquivel, vescovo emerito di San Cristóbal de Las Casas.

## Titolari
- Robert-Joseph Coffy (28 giugno 1991 - 15 luglio 1995 deceduto)
  - Titolo vacante (1995 - 1998)
- Serafim Fernandes de Araújo (21 febbraio 1998 - 8 ottobre 2019 deceduto)
- Felipe Arizmendi Esquivel, dal 28 novembre 2020